# Cordelia (autrice)
Pour les articles homonymes, voir Cordélia.
Cordelia est une autrice et youtubeuse française, née le 27 mars 1993. 
Elle est spécialisée dans la littérature LGBT tant en tant que chroniqueuse qu'en tant qu'autrice. Elle a entre autres publié plusieurs romans à destination de la jeunesse.

## Biographie

### Carrière sur Youtube
Cordelia commence une chaîne YouTube en 2014 qui s'appelle alors « Cordelia Aime ». Elle y développe rapidement un contenu littéraire tourné autour de la littérature LGBT,. La chaîne change de nom et devient « Mx Cordelia » (Mx est une version neutre de Monsieur ou Madame). En 2017, elle s'exprime sur le cyber-harcèlement qu'elle vit, évoquant 20 à 30 messages hebdomadaire de menaces et d'insultes. Elle fait alors l'objet aux côtés d'autres créatrices de Youtube d'un documentaire, Elles prennent la parole de Léa Bordier, dénonçant la situation des femmes youtubeuses, jugée trop rares et cibles de violences sexistes. Ouvertement bisexuelle, elle reçoit en 2018 un Out d'or prix récompensant les initiatives visibilisant la communauté LGBT.

### Carrière littéraire
Cordelia publie plusieurs romans, mettant régulièrement en avant des personnages LGBTQIA+, dont plusieurs romans jeunesse. Elle publie en auto-édition son roman « Tant qu'il le faudra » après avoir dépassé les 200 000 lectures sur Wattpad et être arrivée en tête de classement des récits jeunes-adultes sur la plateforme gratuite. Le roman est ensuite édité chez les éditions Akata. Son premier roman jeunesse, « Alana et l'enfant vampire » publié chez Scrinéo, comporte des personnages lesbiens et non binaires et est écrit en écriture inclusive,. Le roman reçoit un accueil favorable dans la presse pour enfant en particulier pour son traitement du handicap et de l'identité et est remarqué en interne par les professeurs documentalistes concernant la représentation de personnages non-blancs.
Elle défend également la pratique de sensitivity reader qui consiste à avoir recours à des consultants spécialisés quand on traite de minorités auxquelles on n'appartient pas.
Elle est également très active sur TikTok et sur Wattpad où elle produit des fanfictions.

## Œuvres

### Romans
- Mon amie Gabrielle, auto-édition, 2016
- L'Éveil des sorcières (tome1), éditions Scrinéo, 2019
- Tant qu'il le faudra (tome 1), éditions Akata, 2019
- Alana et l'Enfant vampire, éditions Scrinéo, 2020
- L'Éveil des sorcières (tome 2), éditions Scrinéo, 2021
- Tant qu'il le faudra (tome 2), éditions Akata, 2021
- L'Éveil des sorcières (tome 3), éditions Scrinéo, 2022
- Tant qu'il le faudra (tome 3), éditions Akata 2023

### Novella
- Coming-out en 2 mouvements, auto-édition, 2018

### Nouvelle
- Dilluées, recueil de nouvelles érotiques queers, ActuSF, 2021